# ابشالوم، ابشالوم!
ابشالوم، ابشالوم! (به انگلیسی: Absalom, Absalom!) نام رمانی از ویلیام فاکنر، نویسندهٔ آمریکایی است که در سال ۱۹۳۶ منتشر شد. داستان زندگی سه خانواده از ایالت‌های جنوبی آمریکا را قبل، در هنگام و پس از جنگ داخلی آمریکا روایت می‌کند و در این میان بیش‌تر بر شخصیت توماس ساتپن متمرکز است.

داستان، ساختاری مدرن و غیرخطی دارد و یکی از گوتیک‌ترین آثار فاکنر به‌شمار می‌رود. فاکنر در این رمان از تمامی امکانات و ابزارهای نویسندگی خود، مانند تکنیک‌های روایت، به‌کارگیری اسطوره و نماد و بیان امپرسیونیستی، کمک می‌گیرد تا جریان پیچیده و غامض زندگی را همان‌گونه که زیسته و تجربه کرده، آشکار کند.

رمان ابشالوم، ابشالوم! را صالح حسینی به فارسی ترجمه کرده‌است.